# Gil, el granger de Ham
Gil, el granger de Ham o Gil, el pagès de Ham (en anglès Farmer Giles of Ham) és una faula medieval còmica escrita per J. R. R. Tolkien el 1937 i publicada el 1949.
Descriu les trobades entre Gil, un granger i l'astut drac Chrysophylax, així com Gil aconsegueix alçar-se des de la seva humil posició per enfrontar-se amb el rei d'aquella terra. La història és alegre i anacrònica, ambientada a la Gran Bretanya en un període imaginari dels «Anys Foscos», hi apareixen criatures mitològiques, cavallers medievals i armes de foc primitives. Està connectada només tangencialment amb el llegendari de la Terra Mitjana: aquestes obres eren una mena d'assajos de la «mitologia anglesa».
Originalment, el llibre va ser il·lustrat per Pauline Baynes. Aquesta història apareix conjuntament amb altres obres de Tolkien a edicions com The Tolkien Reader o Tales from the Perilous Realm.
Certs analistes pensen que el Regne del Mig (Middle Kingdom) podria estar basat en Mèrcia, i que el reialme creat per Gil, el Regne Petit (Little Kingdom) podria basar-se en el Surrey de Frithuwald.